# Carlos Eduardo Pellegrín Barrera
Dom Carlos Eduardo Pellegrín Barrera SVD (Santiago, 28 de julho de 1958) é prelado católico chileno afiliado à Sociedade do Verbo Divino. É bispo emérito da Diocese de San Bartolomé de Chillán, a qual governou de 2006 a 2018.

## Biografia
Dom Carlos nasceu em Santiago, Chile, e realizou seus estudos primários e secundários no Liceu Alemão da capital chilena. Em 1977, ingressou na Sociedade do Verbo Divino. Realizou estudos de filosofia no Pontifício Seminário Maior de Santiago, de 1978 a 1980, e de teologia no Instituto Missionário de Londres, anexo da Universidade de Lovaina, de 1980 a 1985. Fez sua primeira profissão na congregação em 23 de abril de 1978 e proferiu os votos perpétuos em 25 de março de 1983.
Foi ordenado presbítero em 9 de novembro de 1985 na igreja do Liceu Alemão de Santiago. Recebeu como destino missionário a África e serviu pastoralmente em Ghana de 1986 a 1995. De 1996 a 1999, foi secretário das missões da Sociedade do Verbo Divino no Chile. Foi, em seguida, eleito vice-provincial, cargo que desempenhou até 2001.
Também em 1999 foi eleito reitor do Colégio do Verbo Divino em Santiago e tornou-se membro da Junta Nacional da Federação das Instituições de Ensino Particular (FIDE), instituto do qual veio a ser presidente a partir de 2004.
O Papa Bento XVI então nomeou-o bispo da Diocese de Chillán, na província eclesiástica de Concepción, em 25 de março de 2006. Sua sagração episcopal e posse ocorreu em 29 de abril seguinte, em cerimônia realizada na Cassa del Deporte de Chillán, por imposição das mãos de Dom Francisco Javier Errázuriz Ossa, ISch, assistido por Dom Rafael de la Barra Tagle, bispo-prelado de Illapel, seu coirmão, e Dom Alberto Jara Franzoy, a quem sucedeu no governo diocesano.
Em 18 de maio de 2018, junto aos demais bispos do Chile, colocou seu cargo à disposição da Santa Sé após três dias de reuniões com o Papa para discutir o resultado de uma investigação realizada pelo Vaticano que constatava o acobertamento por parte da Igreja do Chile de casos de abusos sexuais cometidos por seus ministros. No entanto, apenas sete tiveram suas renúnicas aceitas pelo Pontífice nos meses seguintes, antes que o prazo para tal expirasse segundo o Direito Canônico. Dom Carlos foi um desses, afastado em setembro, após a justiça chilena dar ciência de que ele era investigado por abuso sexual. No mesmo ato de sua demissão, o Papa nomeou um administrador apostólico para sucedê-lo provisoriamente, o Pe. Sergio Hernán Pérez de Arce Arriagada, SSCC, até então reitor da igreja dos Sagrados Corações em Valparaíso.